# Monument aux morts d'Ibos

Le blason d'Ibos.

Le monument aux morts d'Ibos (Hautes-Pyrénées, France) est consacré aux soldats de la commune morts lors des conflits du XXe siècle.

## Situation
Le Monument aux morts d'Ibos est situé  sur la place Verdun devant la  collégiale et en face de la mairie.

## Historique
On trouve deux délibérations du Conseil municipal qui se rapportent à la construction du monument aux morts:
le 16 février 1920, considérant la faiblesse de la souscription publique 3 800 francs, le Conseil vote un crédit complémentaire de 1 000 francs et le 23 octobre 1920 : le Conseil municipal choisit Jacques Escoula, statuaire, 195 rue de Vaugirard à Paris, pour réaliser le monument pour la somme de 21 295 francs. Le financement est assuré par l'inscription d'un crédit au budget additionnel de 1920, par la souscription (4 000 francs) ainsi que par l'utilisation d'un excédent sur prévisions budgétaires.
Le monument a été inaugure le 11 septembre 1921.

## Description
Le monument  se compose de la figure d’une femme, en son centre, en costume régional et coiffée du capulet bigourdan, aussi nommé "capuchou".
Les noms des morts de la guerre 14-18 sont gravés sur deux plaques posées de part et d'autre de la statue et ceux de guerre 39-45 sur les bas-côtés.
Gravé au sol devant le monument on trouve le blason de la ville (une croix cantonnée de 4 I).

## Galerie

Sélection de vues du monument aux morts municipal.
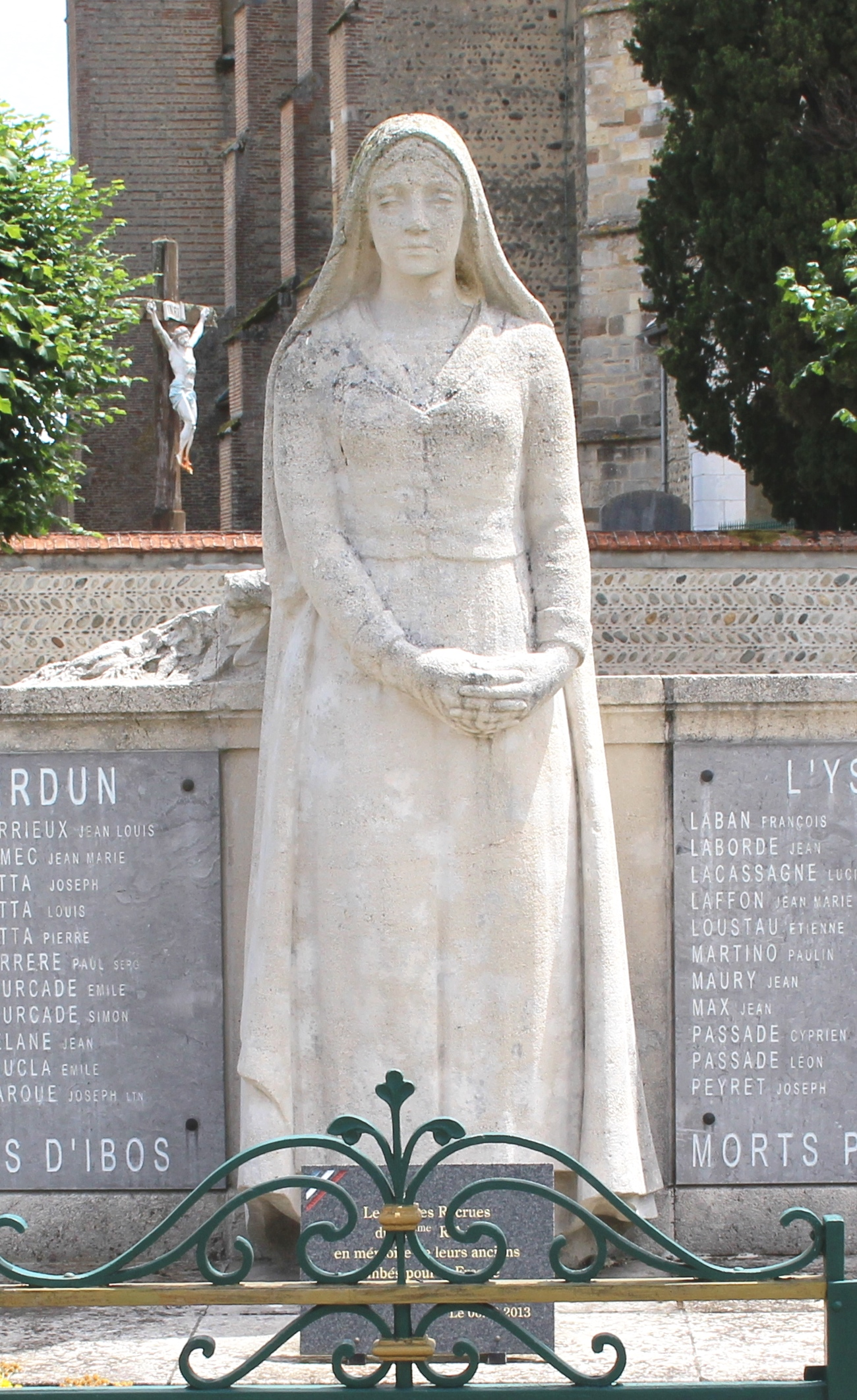
La sculpture.
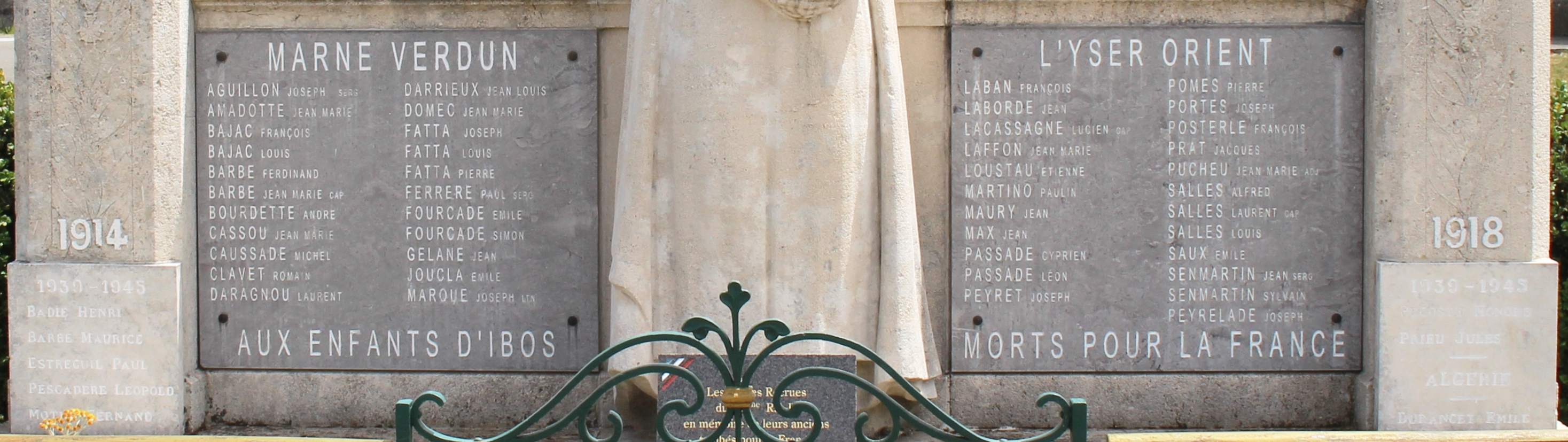
Les inscriptions.
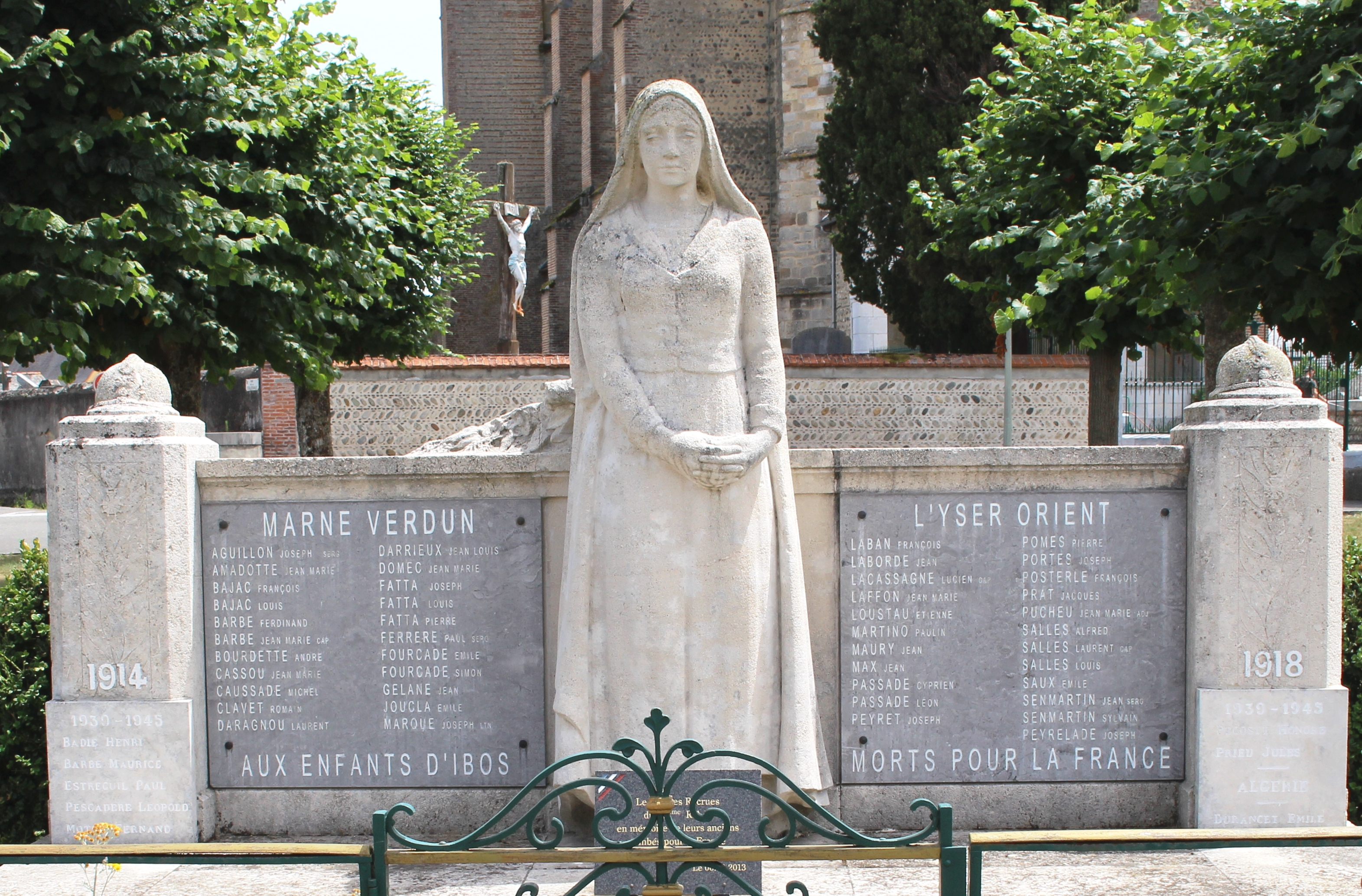